# 德川宗英
德川 宗英（正字: 德川 宗英、とくがわ むねふさ、1929年（昭和4年）1月30日 - ）は、日本の歴史学者。田安徳川家第11代当主。慶應義塾大学工学部卒業。イギリス・ロンドン出身。
父は徳川達成、母は徳川元子。料亭「御花」女将の立花文子（旧柳川藩主家立花氏）は従姉。

## 経歴
1929年1月30日、徳川達成の子として、達成の留学先であったイギリス・ロンドンで生まれる。
学習院中等科（現・学習院高等科）を経て、海軍兵学校に入学（77期）。海兵在学中に終戦を迎え、後に慶應義塾大学工学部を卒業。その後、石川島重工業に入社した。
1995年に石川島播磨重工業を退職した後、静岡日伊協会名誉顧問、全国東照宮連合会顧問、社団法人霞会館評議員、社団法人尚友倶楽部評議員などを務める傍ら、作家として多数の著書を執筆するなどの活動を続けている。また長女に慶子(1959年4月8日生まれ)。

## 著書
- 『徳川家に伝わる徳川四百年の内緒話』（文春文庫、2004年8月）ISBN 4167679221
- 『徳川家に伝わる徳川四百年の内緒話 ライバル敵将篇』（文春文庫、2005年6月）ISBN 4167679442
- 『最後の幕閣―徳川家に伝わる47人の真実』（講談社〈講談社+α新書〉、2006年5月）ISBN 4062723808
- 『江田島海軍兵学校 究極の人間教育』（講談社、2006年12月）ISBN 4062137224
- 『江戸は世界最高の知的社会 異才、天才、奇人、変人、田安徳川家当主が語る「とっておきの話」』（講談社〈講談社+α新書〉、2013年12月）
  - 加筆改題『江田島海軍兵学校 世界最高の教育機関』（KADOKAWA〈角川新書〉、2015年4月）ISBN 4041025435
- 『徳川300年ホントの内幕話　天璋院と和宮のヒミツ』（大和書房〈だいわ文庫〉、2007年12月）ISBN 4479301453
- 『徳川将軍家秘伝　大老vs上さまvs大奥の舞台裏』（大和書房〈だいわ文庫〉、2008年10月）
- 『徳川家が見た幕末維新』（文春新書、2010年2月）
- 『徳川家の江戸東京歴史散歩』（文春文庫、2010年11月）
- 『徳川家が見た幕末の怪』（KADOKAWA〈角川新書〉、2014年6月）ISBN 4041014646
- 『徳川家の見た戦争』（岩波書店〈岩波ジュニア新書〉、2016年9月）ISBN 4005008402
- 『徳川家が見た西郷隆盛の真実』（KADOKAWA〈角川新書〉、2017年12月）ISBN 4040821386
- 『徳川家に伝わる徳川四百年の裏養生訓』(小学館、2018年1月) ISBN 409388594X